# Ale

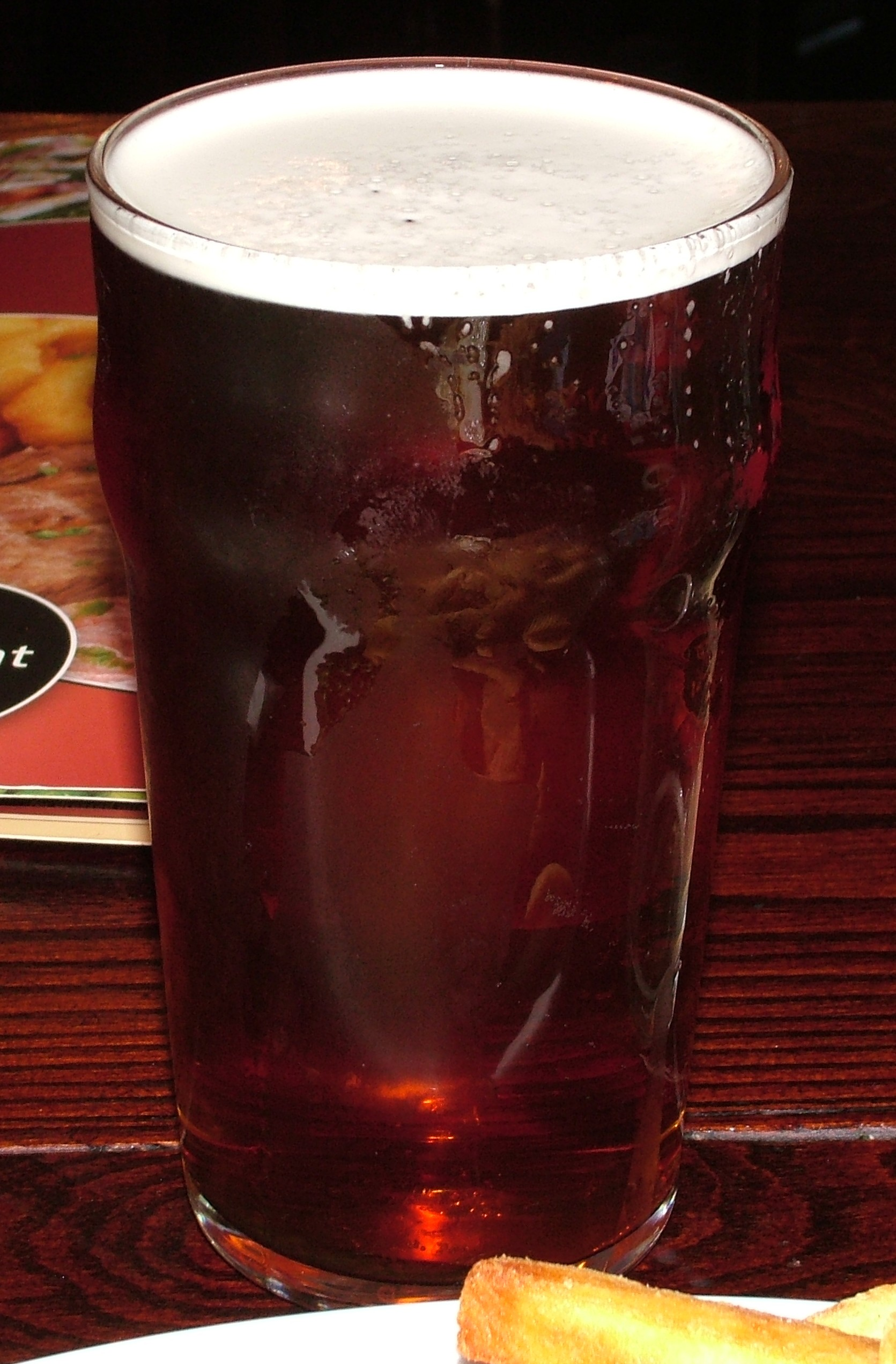
Cerveza tipo ale.

Ale es un nombre que abarca a todas las cervezas de fermentación alta, lo que las diferencia de las lager que son de fermentación baja. Esto quiere decir que en las ales, el proceso de fermentación ocurre en la superficie del líquido, mientras que en las cervezas lager esta ocurre cerca del fondo. En otras palabras, la levadura que cumple el proceso de fermentación flota en la superficie del líquido durante varios días antes de descender al fondo. Para esto se usa principalmente levadura del tipo Saccharomyces cerevisiae.  Las ales fermentan rápidamente a temperaturas entre 15 y 25 °C y se sirven, por lo general, a una temperatura de 12 °C o más.

## Historia
Durante siglos, las ales fueron el tipo de cerveza más popular, habiendo sido desplazadas recientemente por las lager. En general, las ales tienen mayor graduación alcohólica y un sabor más complejo.

## Tipos deale
Existe una amplia diversidad de estilos, los cuales se clasifican según su procedencia. Las ales angloamericanas cuentan entre sus filas con los estilos amber ale, red ale, stout, porter, pale ale, barley wine, bitter, brown ale, India pale ale (IPA), old ale y extra strong bitter (ESB) entre otros.
En los Estados Unidos, la Brewers Association, misma que agrupa más de 1,500 productores de cerveza, contando a su vez con más de 34 000 miembros, ha realizado una clasificación de los diferentes estilos de cerveza que existen en el mundo, clasificando un total de 82 estilos de cerveza Ale, misma que se puede consultar en su página oficial.
En Escocia, se desarrolló en el siglo XIX un estilo propio de ale, la Scotch Ale, que se caracteriza por tener mayor cuerpo y dulzura, y menos sabor y olor a lúpulo que otras ales británicas. Este estilo se ha hecho popular también en Norteamérica.
En Bélgica, se desarrollaron muchos estilos, entre los que sobresalen las Belgian Ale, Belgian Strong Ale, witbier, oud bruin, bière de garde, saison y algunos estilos famosos por haber sido originalmente elaborados en abadías como Dubbel, Tripel y Quadrupel. De entre estas últimas se encuentra la cerveza trapista. 
En Alemania, predominan las lagers pero aun así existen varios tipos de ales como Altbier, Hefe Weizen, Berliner Weissbier y Kölsch.

### Amber ale
Amber ale es un término emergente utilizado en Australia, Francia y América del Norte para las cervezas pálidas elaboradas con una proporción de malta ámbar y, a veces, malta cristalina para producir un color ámbar que generalmente varía de cobre claro a marrón claro. Se agrega una pequeña cantidad de cristal u otra malta de color a la base básica de pale ale para producir un color ligeramente más oscuro, como en algunas cervezas pálidas irlandesas y británicas. En Francia, el término "ambrée" se usa para significar una cerveza, ya sea fermentada fría o tibia, que es de color ámbar; la cerveza, como en Pelforth Ambrée y Fischer Amber, puede ser una cerveza de Viena, o puede ser una Bière de Garde como en Jenlain Ambrée. En América del Norte, el lúpulo de variedad estadounidense se usa en diversos grados de amargor, aunque muy pocos ejemplos son particularmente lupulados. El diacetilo apenas se percibe o está ausente en una cerveza de color ámbar.

### Barley wine
La barley wine varía del 6% al 12%, y algunos se almacenan durante largos períodos de tiempo, entre 18 y 24 meses. Mientras uno bebe una barley wine, uno debe estar preparado para probar "malta dulce masiva y fruta madura de la gota de pera, naranja y limón, con frutas más oscuras, chocolate y café si se usan maltas más oscuras. Las tasas de lúpulo son generosas y producen amargor y pimienta, notas herbáceas y florales".

### Belgas
Bélgica produce una amplia variedad de ales especiales que eluden la clasificación fácil. Prácticamente todas las cervezas belgas tienen un alto contenido alcohólico pero son relativamente livianas debido a la sustitución de sacarosa por parte de la molienda, lo que proporciona un refuerzo de alcohol sin agregar material no fermentable al producto terminado. A menudo se dice que este proceso hace que una cerveza sea más digerible.

### Bière de Garde
Bière de Garde, o "mantener la cerveza", es una pale ale elaborada tradicionalmente en la región francesa de Nord-Pas-de-Calais. Estas cervezas generalmente se elaboraban en granjas en el invierno y la primavera, para evitar problemas impredecibles con la levadura durante el verano.
El origen del nombre radica en la tradición de que fue madurado o almacenado durante un período de tiempo una vez embotellado (la mayoría fueron sellados con un corcho), para ser consumido más adelante en el año, similar a una saison.
Hay una serie de cervezas llamadas "Bière de Garde" en Francia, algunas de las marcas más conocidas incluyen: Brasserie de Saint-Sylvestre, Trois Monts (8.5% alc.); Brasseurs Duyck, Jenlain (6.5% alc.); y Brasserie La Choulette, Ambrée (7.5% alc.).

### Brown ale

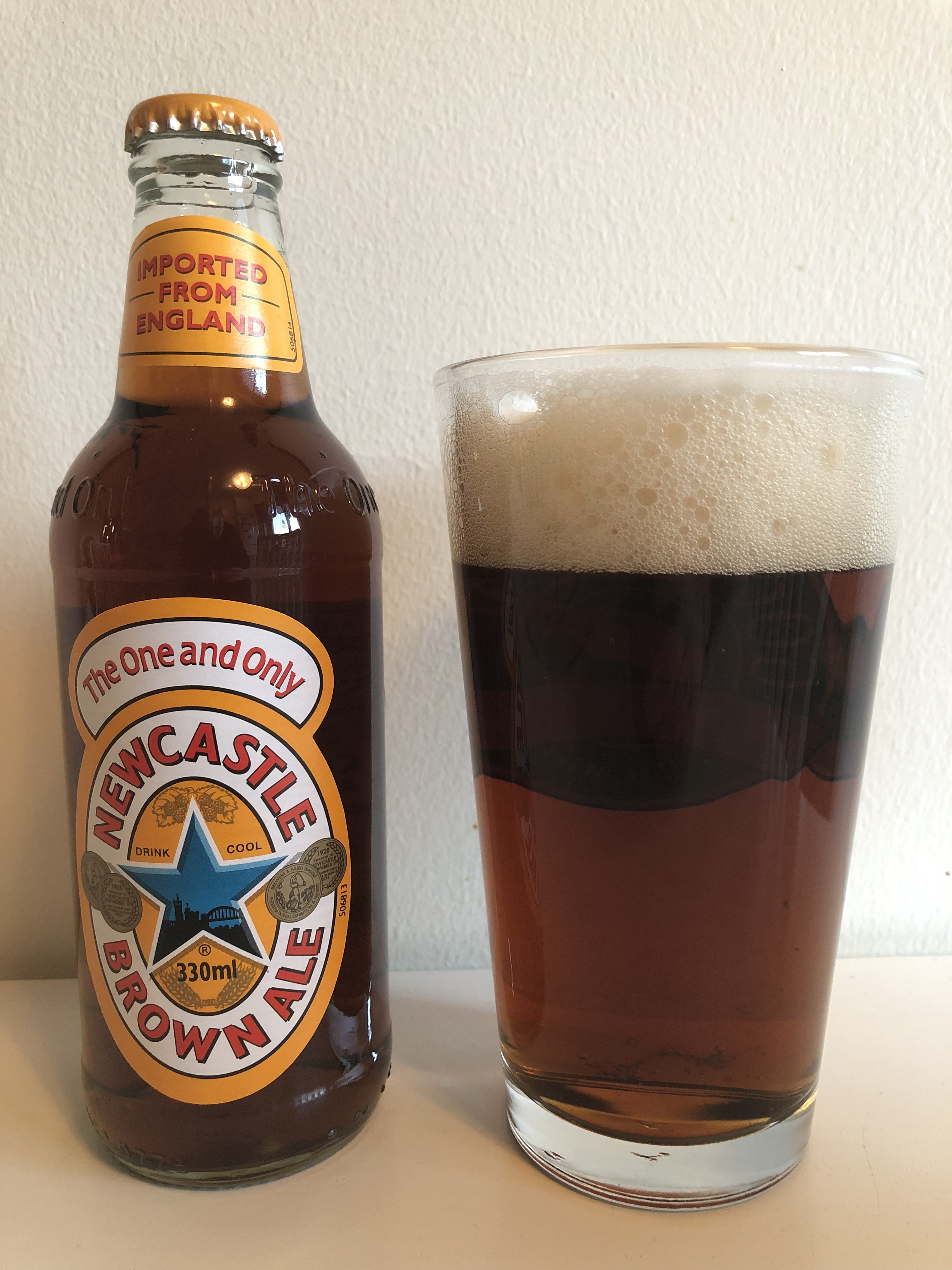
Newcastle Brown Ale, un clásico ejemplo de brown ale.

Las Brown ale tienden a ser ligeramente lupuladas y de sabor bastante suave, a menudo con un sabor a nuez. En el sur de Inglaterra son de color marrón oscuro, alrededor de 3-3.6% de alcohol, y bastante dulces y sabrosas; en el norte son rojo marrón, 4.5-5% y algo más secas. Las brown ale inglesas aparecieron por primera vez a principios de 1900, con Manns Brown Ale y Newcastle Brown Ale como los ejemplos más conocidos. El estilo se hizo popular entre los cerveceros caseros en Norteamérica a principios de la década de 1980; Pete's Wicked Ale es un ejemplo, similar al original inglés, pero sustancialmente más lúgubre.

### Burton ale
La Burton ale es una cerveza fuerte, oscura y algo dulce, que a veces se usa como cerveza para mezclar con cervezas más jóvenes. Bass No.1 fue un ejemplo clásico de Burton ale. Algunos consideran Fullers 1845 Celebration Ale un raro ejemplo moderno de una Burton ale.

### Cask ale
La cask ale —cerveza de barril— es cerveza sin filtrar y sin pasteurizar que está acondicionada y hace su segunda fermentación en el barril sin presión adicional de nitrógeno o dióxido de carbono, habitualmente de acero inoxidable, aunque también pueden ser de aluminio y, los más tradicionales, de madera. La cask ale también recibe el nombre de Real ale en el Reino Unido.

### Golden ale
Desarrollado con la esperanza de alejar a las personas más jóvenes de beber lager a favor de las cervezas de barril, es bastante similar a la pale ale, pero hay algunas diferencias notables: es más pálida, se elabora con maltas de lager o de cerveza de baja temperatura y se sirve en lugares a temperaturas más frías. La fuerza de las cervezas doradas varía de 3.5% a 5.3%.

### Irish red ale
Irish red ale, red ale o Irish ale (en irlandés: leann dearg) es un nombre utilizado por los cerveceros en Irlanda; Smithwick's es un ejemplo típico de una cerveza roja comercial irlandesa. Hay muchos otros ejemplos producidos por la creciente industria de la cerveza artesanal de Irlanda. O'Hara's, 8 Degrees y Franciscan Well son ejemplos de cerveza roja irlandesa.
Existe cierta disputa sobre si la cerveza roja irlandesa es un estilo genuino o lo mismo que una cerveza bitter inglesa de barril. En los Estados Unidos, el nombre puede describir una cerveza de color ámbar más oscura o una cerveza "roja" que es una lager con colorante de caramelo.

### Mild ale
La mild ale originalmente significaba cerveza no envejecida, lo contrario de la old ale. Puede ser de cualquier intensidad o color, aunque la mayoría son de color marrón oscuro y de baja resistencia, generalmente entre 3 y 3.5% de alcohol. Un ejemplo de un color suave más claro es Banks's Mild.

### Pale ale
La Pale ale era un término utilizado para cervezas hechas de malta secada con coque. Este se había utilizado por primera vez para tostar malta en 1642, pero no fue hasta alrededor de 1703 que se utilizó por primera vez el término pale ale. En 1784 aparecían anuncios en la Gaceta de Calcuta de pale ale "ligera y excelente". Para 1830 en adelante, las expresiones bitter y pale ale eran sinónimos. Las cervecerías tienden a designar las cervezas como pale ale, aunque los clientes se refieren comúnmente a las mismas cervezas como bitter o amargas. Se cree que los clientes usaron el término bitter para diferenciar estas cervezas pálidas de otras cervezas menos notablemente lupuladas, como la porter y la suave. A mediados y finales del siglo XX, mientras los cerveceros todavía etiquetaban las cervezas en botella como pale ale, habían comenzado a identificar las cervezas de barril como amargas, excepto las de Burton on Trent, que a menudo se llaman pale ale independientemente del método de envío.

### Old ale
En Inglaterra, la old ale era una cerveza fuerte que se conservaba tradicionalmente durante aproximadamente un año, obteniendo sabores ácidos y fuertes a medida que lo hacía. El término ahora se aplica a las cervezas oscuras medio-fuertes, algunas de las cuales son tratadas para parecerse a las old ale tradicionales. En Australia, el término se usa aún menos discriminadamente, y es un nombre general para cualquier cerveza oscura.

### Strong ale
La Strong ale es un tipo de ale, generalmente superior al 5% por volumen y, a menudo, más alta, entre el 7% y el 11% por volumen, que abarca varios estilos de cerveza, incluida la old ale, barley wine y Burton ale. Las cervezas fuertes se elaboran en toda Europa y más allá, incluso en Inglaterra, Bélgica y los Estados Unidos.

### Scotch ale
El término Scotch ale se usó por primera vez como una designación para cervezas fuertes exportadas desde Edimburgo en el siglo XVIII. El término se ha hecho popular en los Estados Unidos, donde las cervezas fuertes que pueden estar disponibles en Escocia con un nombre diferente se venden en Estados Unidos como "cervezas escocesas", por ejemplo, Caledonian's Edinburgh Strong Ale o Edinburgh Tattoo, se venden en los Estados Unidos como Edinburgh Scotch Ale. Al igual que con otros ejemplos de cervezas fuertes, como el vino de cebada, estas cervezas tienden hacia la dulzura de los azúcares residuales, las notas de malta y un cuerpo completo. Los ejemplos de la cervecería de Caledonian tienen notas de caramelo de la caramelización de la malta del cobre de cocción directa. Esta caramelización de las cervezas de Caledonian es popular en Estados Unidos y ha llevado a muchos cerveceros estadounidenses a producir cervezas dulces de caramelo que etiquetan como "cervezas escocesas". Las cervezas escocesas son un estilo aceptado en Bélgica: la cerveza escocesa Highland Scotch de Gordon, con su vidrio con forma de cardo, es un ejemplo bien conocido, producido por la cervecería John Martin, con conexión británica.

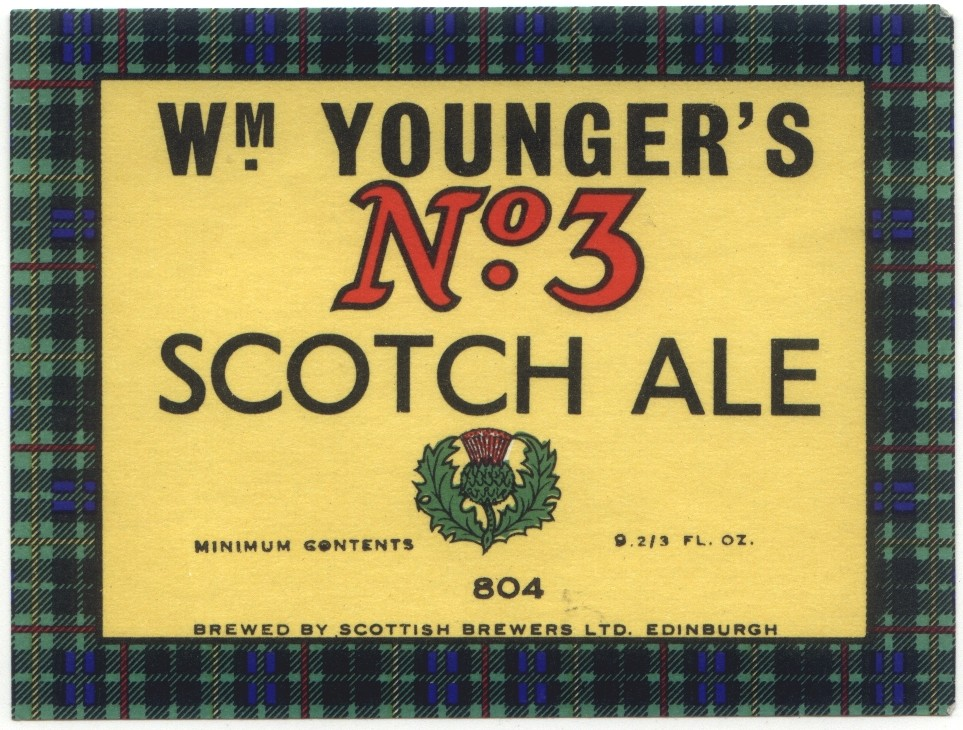
Imagen de Younger's Scotch Ale.

Scotch ale o whiskey ale es una designación utilizada por los cerveceros en Francia para cervezas con sabor a malta ahumada con turba. Este estilo es distinto de las cervezas escocesas, con un color ámbar translúcido, en lugar de marrón opaco, y un sabor ahumado en lugar de dulce. A pesar de que la malta utilizada por los cerveceros en Escocia no se seca en general o tradicionalmente mediante la quema de turba, algunas destilerías de whisky escocés han utilizado cebada baja en nitrógeno secada por la quema de turba. El sabor distintivo de estas maltas ahumadas recuerda al whisky, y se agrega un poco de sabor a humo de turba durante la malta mediante un proceso adicional. El ejemplo francés más popular es Fischer's Adelscott. El cervecero Douglas Ross, de la cervecería Bridge of Allan, hizo la primera cerveza escocesa de whisky para la destilería Tullibardine en 2006; la cerveza está hecha con malta sin pelar y envejecida en barriles de whisky que no contenían un whisky de malta pelado, por lo que tiene un perfil de vainilla y nuez.
Si bien toda la gama de cervezas se produce y consume, en Escocia, los nombres clásicos utilizados en Escocia para la cerveza del tipo descrito en el extranjero como "Scotch ale", son "light", "heavy" y "export", también se refieren en "categorías de chelín" como "60/-", "70/-" y "80/-" respectivamente, que se remontan a un método del siglo XIX de facturación de cervezas según sus puntos fuertes. El "/-" era el símbolo utilizado para "chelines exactamente", es decir, chelines y cero peniques, en la moneda británica £ sd pre decimal, por lo que los nombres se leen como "60 (o 70 u 80) chelines (o bob) ale" (aunque era normal expresar valores superiores a £1 en términos de libras, chelines y peniques, lo que daría, en este ejemplo, £3, £3-10-0 (dicho como "tres libras diez"), o £4, el uso de valores en chelines y peniques solo fue algo más común que decir 300p, 350p y 400p en moneda decimal £ p).
Scotch ale a veces se combina con el término "wee heavy", ya que ambos se usan para describir una cerveza fuerte. Los ejemplos de cervezas elaboradas en los Estados Unidos con el nombre "wee heavy" tienden a ser de 7% por encima y más altas, mientras que los ejemplos elaborados en Escocia, como el Wee Heavy de Belhaven, tienen entre 5,5% y 6,5% de alcohol por año. La Scotch Ale de McEwan's también tiene un 8% de alcohol.
En el noreste de Inglaterra, "best Scotch" se refiere a una cerveza similar a la cerveza suave pero con un paladar más seco y quemado.

### Weizenbiero cerveza de trigo
La Weizenbier o cerveza de trigo es una cerveza, generalmente de fermentación alta, que se elabora con una gran proporción de trigo en relación con la cantidad de cebada malteada. Las dos variedades principales son Weißbier, basada en la tradición alemana, y Witbier, basada en la tradición belga; los tipos menores incluyen Lambic (hecho con levaduras silvestres y bacterias), Berliner Weisse (una cerveza turbia y agria) y Gose (una cerveza de hierbas agria, salada y de tipo alemán).